# HP Warta
HP Warta, tidigare Handbollspojkarna Warta, är en handbollsklubb från Hisingen i Göteborg. Klubben bildades 1972 då IF Göteborgs Handbollspojkar (Handbollspojkarna, HP) slogs ihop med IF Wartas handbollssektion. Hemmamatcherna spelas i vita tröjor och svarta byxor i Lundbystrand.
Damlaget har spelat 14 säsonger i högsta divisionen (nuvarande Svensk handbollselit, SHE), senast säsongen 2000/2001. Laget tog SM-silver 1985. Säsongen 1996/1997 vann laget Elitseriens vårserie och kom till SM-semifinal, men förlorade mot blivande svenska mästarna Sävsjö HK. Herrlaget har spelat 16 säsonger i högsta serien (nuvarande Handbollsligan), senast säsongen 2001/2002, och spelade SM-final 1986. 1985 blev herrlaget svenska mästare i utomhushandboll.

## Historia
Bo "Bosse" Gentzel, som senare blev nationellt känd som radio- och TV-profil, bildade tillsammans med kompisen Kjell Winsnes IF Göteborgs Handbollspojkar (Handbollspojkarna, HP). Bakgrunden var att Gentzel under gymnasietiden varit lagledare för Hvitfeldtska högre allmänna läroverks framgångsrika skolhandbollslag. Handbollspojkarna knöt till sig de flesta av stans bästa junior- och ungdomsspelare och klättrade snabbt i handbollens seriesystem.
1972 gick Handbollspojkarna ihop med handbollssektionen i IF Warta och bildade HP Warta. Säsongen 1973/1974 debuterade herrlaget i den högsta ligan, Allsvenskan (nuvarande Handbollsligan).

### 1980-talet
Under lagets storhetstid under 1980-talet tränades laget av dåvarande förbundskaptenen Roger "Ragge" Carlsson. Spelare var bland andra Claes Hellgren, Per Carlén och Christer Magnusson. Hemmaplan var Lisebergshallen i centrala Göteborg.
Säsongen 1985/1986 spelade man SM-final mot Redbergslids IK, efter att ha slagit ut IF Guif i semifinalspelet. HP Warta förlorade dock i finalspelet med totalt 1–3 i matcher. Finalmatcherna spelades i Lisebergshallen och i Frölundaborgs isstadion.

### Slutet av 1990-talet och början av 2000-talet
1995 fick klubben en ny hemmaplan, Lundbystrands sporthall, där alla klubbens dam-, herr- och ungdomslag kunde träna och spela matcher. Lundbystrands A-hall, med plats för flera hundra åskådare, döptes till en början till Estrellahallen på grund av ett sponsoravtal men heter inte det längre. Klubben fick äntligen spela sina hemmamatcher på Hisingen, som de länge hade efterfrågat.
Laget tränades av hemvändaren Christer Magnusson, som avslutat sin spelarkarriär. Viktiga spelare i laget var bland andra Rolf Wainikka, Roger Hafstrand, Martin Boquist och Mikael Moen.

### 2000-talet och 2010-talet
Efter att ha slutat på tredje plats i Division I södra (dåvarande näst högst divisionen) säsongen 2006/2007, kvalificerades herrlaget för den nybildade rikstäckande Allsvenskan. Där spelade laget fram till och med säsongen 2011/2012. Under denna period var flera spelare födda 1988–1989 tongivande i laget, som vunnit silver i pojk-SM 2006 och silver i junior-SM 2007. Till exempel Jesper Nielsen, Erik Jakobsson, Thomas Johannesson, Alexander Henriksson och Simon Gutesjö.
Säsongen 2011/2012 var resultatmässigt lagets bästa sedan elitserieåren men ekonomiskt led klubben svårt nederlag. Klubben stod vid konkursens rand och ungdomsverksamheten hade i princip självdött. Klubben hade inte råd att betala spelarna och inte heller spela kvar i Allsvenskan efterföljande säsong. Vid ett extrainkallat styrelsemöte byttes hela styrelsen ut och bland annat spelaren Mikael Bjäring blev utsedd till ny ordförande.
Klubben flyttade självmant ner herrlaget till division 2 och genomförde även andra omfattande åtgärder för att räta upp ekonomin. Trots detta stannade i stort sett alla spelare, endast några enstaka bytte lag, och man gjorde även några namnkunniga nyförvärv. Detta trots att spelarna fortsatte spela utan ersättning. Säsongen 2014/2015 var laget tillbaka i Allsvenskan.
Sommaren 2021 genomfördes en omstart av föreningen genom en ny styrelse och ett stort arbete med att bygga upp en stabil ungdomsverksamhet inleddes. Vid den tidpunkten fanns inga ungdomslag kvar i HP Warta men sommaren 2024 fanns över 900 barn och ungdomar i föreningen. I maj 2024 beviljades HP Warta också ett bidrag från Allmänna Arvsfonden som innebär utökade satsningar på handboll i stadsdelen Biskopsgården.

## Säsongsfacit i urval
| Säsong    | Damlaget                             | Herrlaget                               |
| --------- | ------------------------------------ | --------------------------------------- |
| 1973/1974 |                                      | 10:a i Allsvenskan                      |
|           |                                      |                                         |
| 1980/1981 |                                      | 2:a i Allsvenskan (SM: semi)            |
| 1981/1982 | 3:a i Allsvenskan                    | 7:a i Allsvenskan                       |
| 1982/1983 | 5:a i Allsvenskan                    | 8:a i Allsvenskan                       |
| 1983/1984 | 2:a i Allsvenskan                    | 8:a i Allsvenskan                       |
| 1984/1985 | 4:a i Allsvenskan                    | 5:a i Allsvenskan                       |
| 1985/1986 | 7:a i Allsvenskan                    | 4:a i Allsvenskan (SM: final)           |
| 1986/1987 | 10:a i Allsvenskan                   | 9:a i Allsvenskan                       |
| 1987/1988 |                                      | 12:a i Allsvenskan                      |
|           |                                      |                                         |
| 1989/1990 |                                      | 9:a i Allsvenskan                       |
| 1990/1991 |                                      | 12:a i Elitserien                       |
|           |                                      |                                         |
| 1993/1994 | 6:a i Elitserien (SM: kvart)         |                                         |
| 1994/1995 | 8:a i Elitserien                     |                                         |
| 1995/1996 | 5:a i Elitserien (SM: semi)          |                                         |
| 1996/1997 | 1:a i Elitserien (SM: semi)          |                                         |
| 1997/1998 | 4:a i Elitserien (SM: semi)          | 6:a i Elitserien (SM: kvart)            |
| 1998/1999 | 8:a i Elitserien                     | 9:a i Elitserien, 5:a i vårallsvenskan  |
| 1999/2000 | 6:a i Elitserien (SM: kvart)         | 8:a i Elitserien (SM: kvart)            |
| 2000/2001 | 10:a i Elitserien (SM: åttondel)     | 11:a i Elitserien, 4:a i vårallsvenskan |
| 2001/2002 |                                      | 12:a i Elitserien, 5:a i vårallsvenskan |
|           |                                      |                                         |
| 2007/2008 |                                      | 8:a i Allsvenskan                       |
| 2008/2009 |                                      | 8:a i Allsvenskan                       |
| 2009/2010 |                                      | 10:a i Allsvenskan                      |
| 2010/2011 |                                      | 8:a i Allsvenskan                       |
| 2011/2012 | 8:a i Division 2 Västsvenska Västra  | 5:a i Allsvenskan                       |
| 2012/2013 | 8:a i Division 2 Västsvenska Västra  | 1:a i Division 2 Västra                 |
| 2013/2014 | 11:a i Division 2 Västsvenska Västra | 1:a i Division 1 Södra                  |
| 2014/2015 |                                      | 10:a i Allsvenskan                      |
| 2015/2016 |                                      | 12:a i Allsvenskan                      |
| 2016/2017 | 12:a i Division 2 Västsvenska Västra | 4:a i Division 1 Södra                  |
| 2017/2018 | 8:a i Division 3 Västsvenska Västra  | 6:a i Division 1 Södra                  |
| 2018/2019 | 7:a i Division 3 Västsvenska Västra  | 12:a i Division 1 Södra                 |
| 2019/2020 | 1:a i Division 3 Västsvenska Västra  | 1:a i Division 2 Västra                 |
| 2020/2021 | Division 2 Västsvenska Västra        | Division 1 Södra                        |
| 2021/2022 | 5:a i Division 3 Väst Västra         | 12:a i Division 1 Södra                 |
| 2022/2023 | 1:a i Division 3 Väst Västra         | 10:a i Division 2 Västra                |
| 2023/2024 | 8:a i Division 2 Västra              | 5:a i Division 2 Västra                 |
| 2024/2025 | 2:a i Division 2 Västra              | 2:a i Division 2 Västra                 |

## Spelare i urval

### Damlaget
- Kristin Adolfsson
- Anette Blomqvist (Logg)
- Helene Ekelund
- Mia Hermansson Högdahl (–1985)
- Jenny Holmgren (–1998)
- Veronica Isaksson (–1998)
- Mikaela Jonasson
- Ann-Sofie Käck (Byström)
- Malin Lake
- Mariette Landin (Tjell)
- Carina Olofsson
- Madelene Olsson (–1997)
- Stina Persson
- Sara Tilly
- Helena Vikholm

### Herrlaget
- Jonas Ahlm
- Glenn Andersson (–2006)
- Tommy Atterhäll (–2002)
- Kristian Bliznac (2002–2004)
- Martin Boquist (–1998)
- Per Carlén (1983–1985)
- Kent Carlsson
- Per Carlsson
- Roger "Ragge" Carlsson (1968–1974)
- Anders Frankfeldt
- Martin Frändesjö (1986–1991)
- Tomas Gustafsson (1980–1983)
- Roger Hafstrand (1989–2000)
- Claes Hellgren (1985–1986)
- Olle Jacobsson (1978–1983)
- Johan Jakobsson (–2005)
- Olle Johannesson (–2004, 2008–?)
- Peder Järphag (1985–1986)
- Torbjörn Lundell
- Christer Magnusson
- Curt Magnusson
- Mikael Moen (?–2003, 2007)
- Jesper Nielsen (2005–2008)
- Rolf Wainikka (–1988, 1996–?)
- Jan Warvne

## Tränare i urval
- Roger "Ragge" Carlsson (herrlaget, 1970–1980)
- Magnus "Bagarn" Johansson (damlaget, 1995–1997)
- Christer Magnusson (herrlaget; 1997–1998, 2001–2004)
- Jasmin Zuta (herrlaget, 2007–2010)